# Giraffe, Erdmännchen & Co.
Giraffe, Erdmännchen & Co. ist eine Zoo-Doku-Soap des Hessischen Rundfunks (HR). Der Zuschauer blickt hinter die Kulissen des Frankfurter Zoos und des Kronberger Opel-Zoos. Tierärzte und Tierpfleger werden bei ihrer täglichen Arbeit begleitet und die Zuschauer erhalten einen Einblick in den Alltag der Tierwelt und die Berufswelt der Mitarbeiter des Zoos.
Sprecher ist von Beginn an durchgehend Olaf Pessler, die Musik stammt von Enjott Schneider und Marco Hertenstein.
Die Serie steht in einer Reihe von Zoo-Dokumentationen, welche die ARD-Fernsehanstalten seit 2003 mit großem Erfolg produzieren. Die erste und noch fortlaufende Dokumentationsserie ist Elefant, Tiger & Co. aus dem Zoologischen Garten Leipzig.
Von 2006 bis 2018 entstanden in acht Staffeln insgesamt 329 Folgen mit einer Länge von jeweils etwa 50 Minuten.

## Produktion und Veröffentlichungen
Produziert wurde die Serie vom Hessischen Rundfunk. Die Erstausstrahlung aller Staffeln erfolgte auf dem Sender Das Erste. Die erste Staffel der Serie umfasst 44 Folgen und erreichte bei ihrer Erstausstrahlung vom 23. Oktober bis zum 22. Dezember 2006 durchschnittlich 2,37 Millionen Zuschauer. Die zweite Staffel, die 40 Folgen beinhaltet, wurde vom 5. Mai bis zum 3. Juli 2008 erstausgestrahlt. Die 40 Folgen der dritten Staffel wurden erstmals vom 25. Mai bis zum 20. Juli 2009 gesendet. Die vierte Staffel erschienen erstmals vom 25. Februar bis zum 6. Mai 2011, auch sie beinhaltet 40 Folgen. Staffel fünf, die ebenfalls 40 Folgen enthält, lief erstmals vom 14. Mai bis zum 11. Juli 2012. Die Premiere der 45 Folgen umfassenden sechsten Staffel erfolgte vom 3. Februar bis zum 17. April 2014. Die siebte Staffel wurde erstmals vom 19. Oktober bis zum 15. Dezember 2015 gezeigt und besteht aus 40 Folgen. Erst vom 13. März bis zum 16. Mai 2018 erfolgte die Erstausstrahlung der achten und letzten Staffel mit weiteren 40 Folgen.

## Formate und Ableger
Folgen der Serie wurden in zwei verschiedene Formate umgeschnitten. Das Erste veröffentlichte vom 26. Januar 2015 bis zum 10. Juni 2016 eine Kurzfolgen-Version der Serie, die aus 80 29-minütigen Folgen in zwei Staffeln besteht. Der Hessische Rundfunk zeigte vom 17. Mai 2015 bis zum 12. August 2018 ein 89-minütiges XXL-Format der Serie mit 59 Folgen in drei Staffeln, die aus Zusammenschnitten der 6., 7. und 8. Staffel bestehen. Vom 25. August bis zum 15. September 2018 sendete der Hessische Rundfunk unter dem Titel Frau Doktor und die wilden Tiere einen vierteiligen Ableger der Serie, der die Tierärztinnen der Serie bei ihrer Arbeit begleitet und für den ebenfalls Material aus der Originalserie verwendet wurde. Vom 13. Juli bis zum 17. August 2019 zeigte er mit Der Doktor und die wilden Tiere eine sechsteilige Fortsetzung dieses Ablegers, die, neben der Arbeit der Tierärztinnen im Zoo Frankfurt und im Opel-Zoo, auch das Wirken der Tierärzte im Tierpark Sababurg und im Vivarium Darmstadt für die Kamera einfing. Zu letzterer Serie erschienen vom 25. August bis zum 8. September 2019 drei 90-minütige Langfolgen.